# 矢臼別演習場
矢臼別演習場（やうすべつえんしゅうじょう）とは、北海道野付郡別海町・厚岸郡厚岸町・厚岸郡浜中町にまたがる陸上自衛隊の演習場である。総面積約16,800 haは自衛隊では最大規模の演習場である。射程18 kmの長射程射撃が可能な施設である。年間演習日数300日を数え、毎年行われる協同転地演習や、第一空挺団によるパラシュート降下展開演習、アメリカ軍との日米共同訓練などが行われている。

## 特性
根釧台地に存在し、火山灰特有の地質（穴が掘りやすい）を持つ。全体的に緩やかな丘が続いている地形であり、上富良野演習場や然別演習場等とは違い、目印になるような地形地物（標高が高い山脈等）がないため、単独行動を行うと非常に迷いやすい。また、ヒグマの出没により、夜間訓練等が年数回程度中止される場合もある。その巨大な規模をもとに、全国に点在する演習場で唯一、演習場単独で方面隊規模の演習が可能であり、時には方面総監統裁による師団対抗演習や方面総監が統裁官となった方面隊総動員の演習が行われる。
また、演習場内を国道272号が走行している。国道より約1 kmほど東の方向に弾着地がある関係上、りゅう弾砲等の射撃時は危険防止のため国道沿いに警戒員が待機しており、進入の防止・危険区域への民間人進入を防ぐことを目的に、停車する車両等があれば注意喚起している姿も確認できる。2013年（平成25年）6月11日には米海兵隊が射撃中に実弾を演習場から約500 m離れた牧草地に誤って着弾させる事故を起こした。
かつて農家等の私有地の一部を国が買い取り、演習場として利用している歴史があることから、現在も演習場内には未買収の私有地があり住んでいる人もいる。大規模演習時にはこの私有地付近にて抗議活動が行われている。

## 主に行われる演習
- 方面隊演習（方面隊統裁による演習で、道内における主要演習場も同時活用する例が多いが、主として矢臼別演習場が中心に訓練が行われる）
- 師団対抗演習（2個師団規模の対抗演習）
- 戦闘団検閲（攻撃と防御を同時に可能）
- 日米共同訓練（通称：FTX (Field Training Exercise)）

### 主な射撃訓練
- アメリカ海兵隊実弾射撃訓練
- 特科部隊射撃訓練（MLRSの実射訓練は国内ではここでのみ可能）
- 対戦車誘導弾射撃訓練

## 演習場管理・廠舎
演習場施設の管理は別海駐屯地業務隊矢臼別演習場管理班が行っている。また、演習場廠舎地区にはアメリカ軍専用の指揮運用・宿泊用隊舎が設けられており、自衛隊の演習場でありながら、自衛隊は当該施設を原則使用できない状況にある。
廠舎地区には数カ所の宿営地と循環式トイレ・浴場が設けられており、離着陸場において編制完結・解組式が行われる。また、演習場内唯一の売店の売値は通称「山価格」と呼ばれ高値である。 

## 矢臼別演習場内に所在する飛行場
- 別寒辺（べかんべ）飛行場
  - 所在地：別海町西春別（北緯43度19分32秒 東経144度42分46秒 / 北緯43.32556度 東経144.71278度） 国道を挟んだ西の演習場境界近くに所在
  - 滑走路：300 m×25 m(15/33)
  - 管理：防衛省
- 矢臼別飛行場
  - 所在地：別海町中西別（北緯43度17分05秒 東経145度00分07秒 / 北緯43.28472度 東経145.00194度） 演習場廠舎地区に所在
  - 滑走路：600 m×30 m(17/35)
  - 管理：防衛省

※いずれも路面は芝生のうえ、発着はヘリコプターに限定される。

## 脚註
1. ↑  大阪市の3/4に相当する面積
2. ↑  “企画特集1【憲法 北の地で】（4）9条 戦争の放棄”. 朝日新聞. (2013年5月1日).  オリジナルの2013年5月27日時点におけるアーカイブ。
3. ↑  使用の希望がある場合、別途申請が必要でありトイレを含む施設使用は申請していない場合は使用禁止である。